# アンドンチムタク
アンドンチムタク(Andong-jjimdak)は、チム（朝鮮の蒸し料理）の１つで、慶尚北道安東市発祥の料理である。カンジャンを用いたソースでマリネした鶏肉や様々な野菜から作る。朝鮮語で「安東市の蒸し鶏」という意味である。

## 発祥

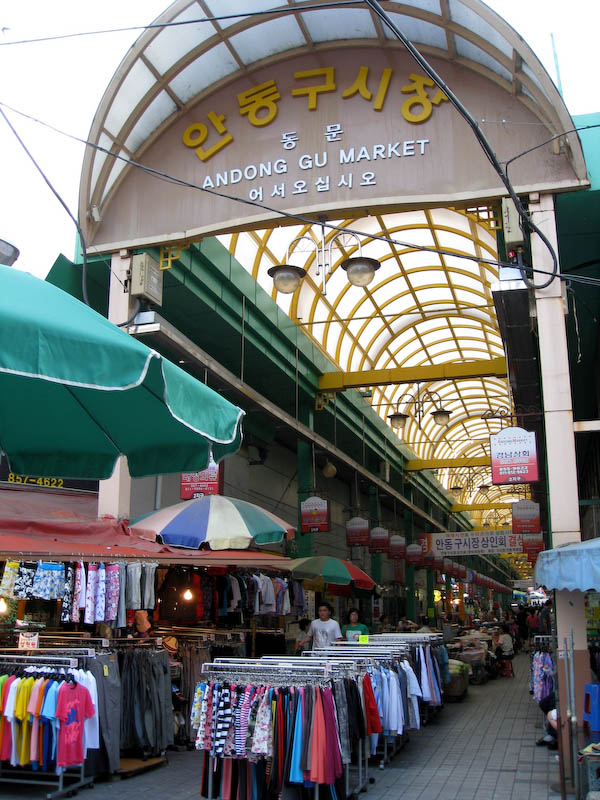
アンドンチムタク発祥の市場

この料理の起源には、多くの説がある。その1つは、安東市内部の豊かな村で、李氏朝鮮時代に、特別な機会に食べるための料理として作られたというものである。他の説としては、1980年代、安東区市場のタッコルモク（「鶏通り」の意味）にあるレストランのオーナーが常連客の求める食材で料理を作り、それが今日、アンドンチムタクと呼ばれる料理になったというものがある。最ももっともらしい説は、韓国内での西洋風フライドチキン店の急速な拡大に対して、タッコルモクの商人が自分達の地位を維持するためにこの料理を作ったというものである。

## 作り方

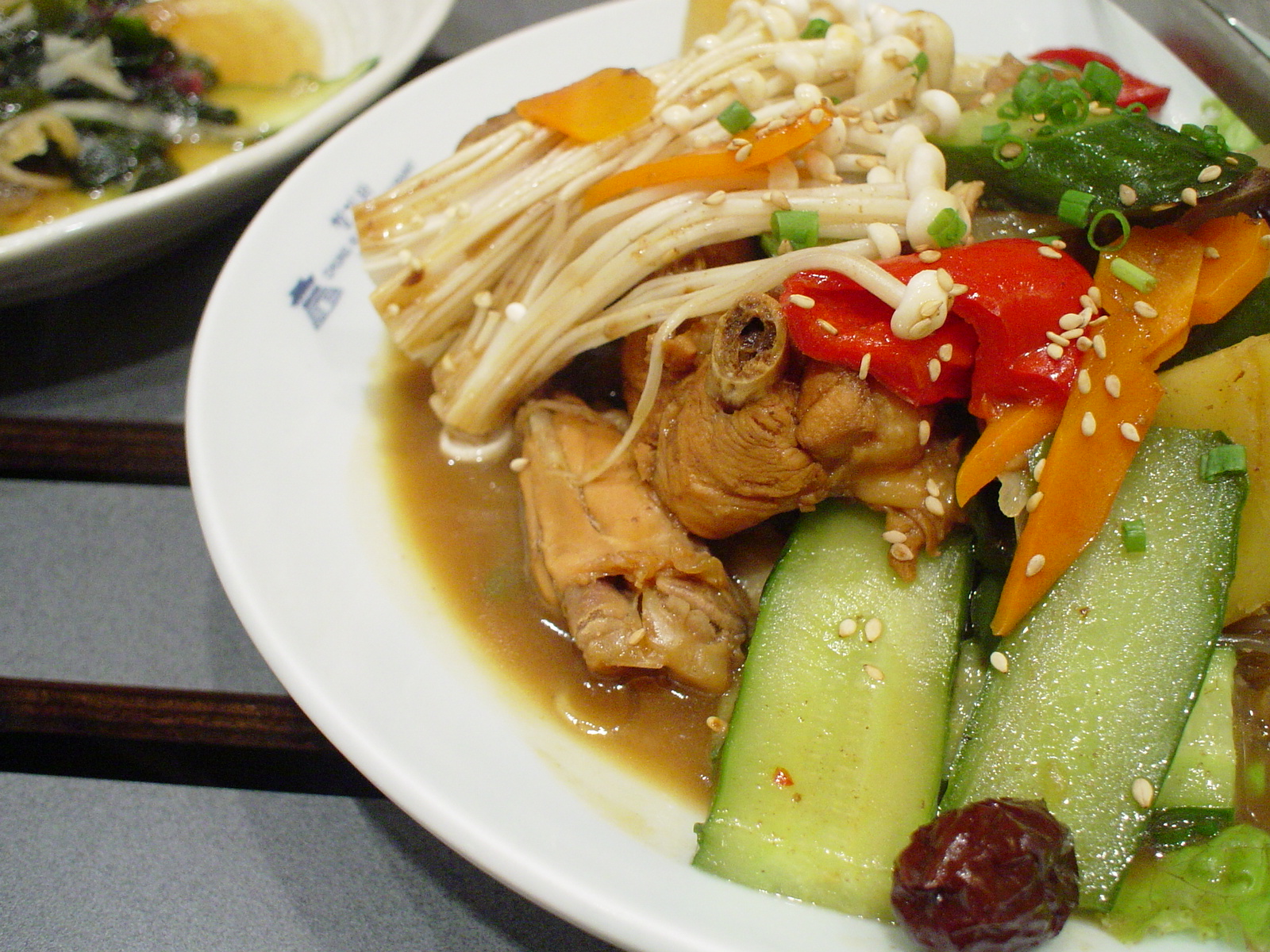
アンドンチムタク

アンドンチムタクは高温で調理するため脂質が少なく、レシピによって様々な材料を加えることで、様々な味にすることができる。値段の割に量が多いことから、学生や労働者に人気がある。また、鶏肉のタンパク質や野菜の様々なビタミンが取れることから、栄養食であると考えられている。
鶏肉、ニンニク、タマネギ、ショウガ、清陽トウガラシを鍋に入れて出汁を取る。清陽トウガラシは辛さが強いことで知られており、料理の味を決めるのに重要な役割を果たす。春雨を水に浸し、加熱した鶏肉をショウガ、mullyeot（シロップに似た調味料）、砂糖、コショウから作るソースに漬け込む。シイタケ、ニンジン、ジャガイモやその他の野菜を鍋に入れ、高温で10分間茹でる。ニンジンとジャガイモにほぼ火が通ったら、少量の小麦粉とホウレンソウ、キュウリ、ネギ、麺を加える。加熱後、皿に盛って、ゴマを振りかける。